# Kunlun Qundao
Kunlun Qundao (chinesisch 昆仑群島) sind eine aus zwei Inseln bestehende Inselgruppe vor der Ingrid-Christensen-Küste des ostantarktischen Prinzessin-Elisabeth-Lands. Sie liegt nordwestlich der Halbinsel Stornes in der Prydz Bay.
Chinesische Wissenschaftler benannten sie 1993. Der weitere Benennungshintergrund ist nicht überliefert.